# منطقة محمية تابعة للشعوب الأصلية والمجتمعات المحلية
إن المناطق المحمية التابعة للشعوب الأصلية والمجتمعات المحلية (ICCAs)، هي مناطق تحكمها فعليًا الشعوب الأصلية أو المجتمعات المحلية وينجم عن ذلك نتائج إيجابية واضحة في الحفاظ على التنوع البيولوجي والثقافي. في المناطق المحمية التابعة للشعوب الأصلية والمجتمعات المحلية، ينجح استمرار الممارسات التقليدية (بعضها من أصل قديم) و/ أو المبادرات الجديدة أو إحياؤها أو تعديلها في حماية الموارد الطبيعية والقيم الثقافية واسترجاعها في مواجهة التهديدات أو الفرص الجديدة. تقع بعض المناطق المحمية التابعة للشعوب الأصلية والمجتمعات المحلية في النظم البيئية البعيدة التي يطالها الحد الأدنى من التأثير البشري، بينما يشمل بعضها الآخر مناطق بأنظمة وأحجام مختلفة داخل المناطق المتأثرة بشدة أو التي تم تعديلها بسبب وجود البشر. ربما ينطبق تعريف الاتحاد الدولي لحفظ الطبيعة لـ «المنطقة المحمية» على المناطق المحمية التابعة للشعوب الأصلية والمجتمعات المحلية، وربما لا، لكن عندما ينطبق عليها، يمكن أن تندرج في أي فئة من فئات الاتحاد الدولي لحفظ الطبيعة للمناطق المحمية.
تُستخدم الخصائص الثلاث التالية لتحديد المنطقة المحمية التابعة للشعوب الأصلية والمجتمعات المحلية:
- وجود علاقة متينة بين السكان الأصليين أو المجتمع المحلي، وموقع معين (الإقليم، النظام البيئي، موائل الأنواع). غالبًا ما تتجسّد هذه العلاقة في إحساس السكان أو المجتمع بالهوية و/ أو بالاعتماد عليه في سبل العيش والرفاهية.

- يُعدّ السكانُ الأصليون أو المجتمعُ المحلي الفاعلَ الرئيسي في عملية صنع القرار وتنفيذه فيما يتعلق بإدارة الموقع، ما يعني أن أي مؤسسة محلية لديها القدرة على تطوير القرارات وتنفيذها (قد يتعاون أصحاب المصلحة الآخرون بصفتهم شركاء، لا سيما عندما تكون الأرض ملكًا للدولة، ولكن القرارات الفعلية وجهود الإدارة يتخذها في الغالب السكان المعنيون أو المجتمع المعني).

- تؤدي القرارات والجهود التي تبذلها إدارة الشعب أو المجتمع إلى الحفاظ على الموائل والأنواع والتنوع الجيني والوظائف/الفوائد البيئية والقيم الثقافية المرتبطة بها، حتى عندما لا يكون الهدف الواعي للإدارة هو الحفاظ على البيئة (أي قد تكون سبل العيش والأمن والحماية والقيم الثقافية والروحية، وما إلى ذلك).[2]

## التعريف
عُرِّفت المناطق المحمية التابعة للشعوب الأصلية والمجتمعات المحلية من قِبل المؤتمر العالمي للحدائق التابع للاتحاد الدولي لحفظ الطبيعة لعام 2003 بأنها:
«نظم بيئية طبيعية و/أو معدلة تحتوي على قيم هامة للتنوع البيولوجي والخدمات البيئية، تحافظ عليها طوعًا المجتمعات الأصلية والمحلية (المستقرة والمتنقلة)، من خلال القوانين العرفية أو غيرها من الوسائل الفعالة».
أقرّ المركز العالمي لرصد حفظ الطبيعة التابع لبرنامج الأمم المتحدة للبيئة (UNEP-WCMC) بهذا التعريف وتم التوسّع بشرحه في دليل تسجيل UNEP-WCMC ICCA كنوع من المناطق المحمية (بما في ذلك المناطق المحمية البحرية) التي يبدأ فيها السكان الأصليون الحياة و/ أو يكونون المالكين والمديرين.

## الديناميات
للمناطق المحمية التابعة للشعوب الأصلية والمجتمعات المحلية سمة أساسية وهي تنوّعها. تعتمد ممارسات الحفاظ التي تطبّقها الشعوب الأصلية والمجتمعات المحلية على مجموعة مذهلة من المعاني والقيم التي تستند إلى العلاقة بين البشر والبيئة الطبيعية، وتتجلّى ممارساتهم في ICCAs مختلفة في جميع أنحاء العالم. على الرغم من أن جميع المناطق المحمية التابعة للشعوب الأصلية والمجتمعات المحلية تجسّد في تعريفها التنوع البيولوجي الثقافي الثمين بطريقة طوعية ومنظمة ذاتيًا، فإن المعتقدات والممارسات والمؤسسات ذات الصلة كلها محددة السياق. علاوة على ذلك، كما هو الحال في الظواهر الاجتماعية والثقافية الحيوية، تتغير المناطق المحمية التابعة للشعوب الأصلية والمجتمعات المحلية تماشيًا مع التاريخ والمجتمع. البعض منها يختفي، والبعض الآخر يعيش في أشكال قديمة أو جديدة، والبعض الآخر سيظهر من جديد. معظم النظم التي تحكم بها الشعوب الأصلية المعاصرة والمجتمعات المحلية مواردَها الطبيعية هي مزيج من المعارف والممارسات والأدوات والقيم ذات المنشأ القديم والجديد.
في صراعها من أجل مواكبة حجم التغيير الاجتماعي والثقافي وسرعته، تُستبدل بعض مؤسسات المنطقة المحمية التابعة للشعوب الأصلية والمجتمعات المحلية بحكم الدولة أو تُهدَّد بأن يتم استبدالها. وبالمثل، في بعض الحالات، كان التغيير هائلًا بما فيه الكفاية ليؤثر في قدرة المجتمع على إدارة الموارد المحلية بطريقة مستدامة، وأصبحت ICCAs المحلية الأصلية مجرد ذاكرة أو تكافح بصعوبة للبقاء فعالة. ومع ذلك، في حالات أخرى، لم يتمكن حتى التغيير الهائل من تدميرها: إذ ظهرت ICCAs من المناطق الموجودة مسبقًا وكانت أكثر تعقيدًا وقادرة على الاستفادة من الظروف الجديدة وإنشاء تحالفات جديدة.
على مدار القرنين الماضيين، تتجاهل السياسات والممارسات الرسمية التي تهيمن على الحفظ والتنمية -إلى حد كبير- المناطق المحمية التابعة للشعوب الأصلية والمجتمعات المحلية أو تهددها بنشاط. وحتى اليوم، في حين أن الإهمال وإلحاق الضرر يفسحان المجال لنشوء الدعم والاعتراف، فإن العلاقة بين المؤسسات القائمة على الدولة والمؤسسات العرفية للشعوب الأصلية والمجتمعات المحلية ما تزال تعصف بالصراعات. بعض العلاقات محترمة، لكن العديد منها متأثّر بسوء الفهم وعدم الثقة الذي قد يهدد نجاح المبادرات حسنة النية. في الواقع، على الرغم من الاهتمام الحالي والجدي بمختلف المناطق المحمية التابعة للشعوب الأصلية والمجتمعات المحلية ومجتمعات الحفظ بشكل عام، ما تزال هناك صورتان نمطيتان متعارضتان تعصفان بالحفاظ على البيئة: النظرة الرومانسية للشعوب الأصلية والمجتمعات التقليدية التي تعيش بانسجام تام مع الطبيعة؛ والنظر إلى السكان على أنهم «طفيليات»، ما يعني بالضرورة الحطّ من شأن النظم البيئية التي يعيشون فيها.

## التهديدات
على الرغم من تزايد الاعتراف بالمناطق المحمية التابعة للشعوب الأصلية والمجتمعات المحلية في سياسات الحفظ الدولية، ما يزال هناك إهمال كبير من حيث الاعتراف الفعال والملائم في السياسات والممارسات الوطنية. عندما لا تحظى هذه المناطق بالاعتراف القانوني داخل بلد ما، فقد لا يتم الاعتراف بها أو احترامها من قِبل الهيئات الخاصة والمجتمعات المجاورة. في مثل هذه الحالات، تكون المناطق المحمية التابعة للشعوب الأصلية والمجتمعات المحلية مهدّدة بتخصيص الأراضي أو المياه أو «إعادة تخصيصها» للاستخدام البديل. بالنسبة للأفراد غير المنتمين إلى المجتمعات ذات الصلة، تبدو العديد من المناطق المحمية التابعة للشعوب الأصلية والمجتمعات المحلية كنظم بيئية طبيعية «غير مدارة» و«غير مستخدمة» - وكل ذلك مطلوب للغاية لاستخراج الموارد. قد تعاني المناطق المحمية التابعة للشعوب الأصلية والمجتمعات المحلية نتيجة لتغيير نظم القيم وزيادة الضغط على الموارد الطبيعية والتوترات الداخلية الأخرى بشكل عام؛ تتعرض ICCAs للتهديدات الخارجية والداخلية. بعض الأمثلة مذكورة أدناه:

### التهديدات الخارجية
- عمليات التنمية المفروضة واستغلال الموارد، مثل التعدين واستخراج الوقود الأحفوري (حتى لو كان للشعوب الأصلية والمجتمعات المحلية حقوق ملكية الأرض، عادة ما تحتفظ الحكومة لنفسها باستخدام الموارد في باطن الأرض)، وقطع الأشجار وزراعة الأشجار وصناعة صيد الأسماك والتجريف وتحويل الأراضي إلى الرعي أو الزراعة بشكل مفرط (بما في ذلك مزارع الوقود الزراعي) وتحويل مجاري المياه وأعمال الصرف الصحي والتحضر والبنى التحتية الرئيسية (الطرق والموانئ والمطارات والسياحة)؛
- مصادرة أراضي المجتمع من خلال مبادرات التأميم والخصخصة والحفظ، ولا سيما إنشاء مناطق محمية خاضعة لسيطرة الدولة؛
- الحرب أو النزاعات العنيفة أو نزوح اللاجئين؛
- الاعتداءات الإقليمية أو الصراعات مع المجتمعات والبلديات الأخرى؛
- أشكال غير مناسبة من الاعتراف، مثل تلك التي تفرض ترتيبات مؤسساتية تنازلية، وبالتالي تقلل من قيمة المؤسسات الحاكمة التقليدية وتُحبطها.
- فرض ضرائب لا يمكن تحملها وغيرها من الأعباء المالية؛
- التثاقف النشط للمجتمعات مثل برامج التعليم التي لا تحترم الثقافات المحلية وسبل العيش والقيم، أو برامج التبشير بالإنجيل لمختلف الديانات؛
- الانقسامات والصراعات التي تغذيها الأحزاب السياسية (غالبًا ما يتم الترويج لها بنشاط من الخارج) أو عن طريق التدفق المفاجئ للأموال التي تقوّي أو تسبب عدم المساواة على الصعيد المحلي؛
- الصيد غير القانوني والاستغلال غير المصرح به للأخشاب والموارد النباتية؛
- تلوث الهواء والماء من خلال تصريف مخلفات النفايات (على سبيل المثال عن طريق الأمطار الحمضية والتلوث الكيميائي الناجم عن التعدين عند المنبع أو انسياب المدخلات الكيميائية من الزراعة) وانتشار الأنواع الغازية أو الغريبة؛
- الحوادث الطبيعية الشديدة والكوارث، بما في ذلك الجفاف والفيضانات وحرائق الغابات والأعاصير والزلازل والتسونامي، بعضها يرتبط بالتحويل البشري للمناظر الطبيعية والمجاري المائية والمناخ.

### التهديدات الداخلية
- تغيير القيم والتثاقف والاندماج في المجتمع المهيمن، ما يؤدي إلى تحويل الطبيعة والثقافة إلى سلعة، وفي النهاية فقدان المعارف التقليدية وممارسات الإدارة المكيفة محليًا ومؤسسات الحكم - وكل ذلك له تأثير خاص على الأجيال الشابة؛
- زيادة الضغط على الموارد - وخاصة تلك التي تؤدي إلى استبدال اقتصادات الكفاف والتضامن المحلية باقتصاد السوق؛
- التفاوتات المستمرة أو الجديدة بين الطبقات الاقتصادية والاجتماعية والمجموعات الجنسانية داخل المجتمع، ما يؤدي إلى نزاعات حول إدارة الموارد الطبيعية وسيطرة النخبة على فوائد الحفظ؛
- انخفاض عدد السكان نتيجة الهجرة بسبب الفرص الاقتصادية الجديدة والصراعات الاجتماعية والضغوطات السياسية؛
- الفقدان التدريجي لسيادة الغذاء والنظم الطبية التقليدية، ما يضعف المجتمعات التقليدية بسبب تدهور الصحة والتغذية.

من الناحية العملية، لا يمكن بالضرورة فصل التهديدات إلى فئات «خارجية» و«داخلية»، إذ قد يكون أفراد المجتمع مشاركين نشطين في عمليات التهديد الخارجية، وقد تقود القوى الخارجية عمليات التهديد الداخلية. على سبيل المثال، تُعدّ الفرص الجديدة للوصول إلى الموارد الطبيعية واستخدامها في نشاطات مدرّة للربح محرّكًا رئيسيًا للتغيير يجمع بقوة بين التهديدات الخارجية والداخلية. قد تجلب هذه النشاطات أموالاً مرحبًا بها لمجموعة متنوعة من احتياجات التنمية، ولكنها قد تكون أيضًا سببًا للفساد وسوء الإدارة، ما يدفع بعجلة الانقسامات والصراعات والاضطرابات الاجتماعية. مع تزايد تباين القوى في المجتمعات الحديثة بشكل كبير، فإن العديد من الشعوب الأصلية والمجتمعات المحلية التي تقبع في أسفل السلم تحظى بفرص أقل للمقاومة. وفي بعض البلدان، تُحرم حتى من الوجود القانوني بوصفها «شعوبًا» و«مجتمعات»، وتُحرم من فرصة التملّك أو امتلاك حقوق الأراضي والموارد الطبيعية بشكل جماعي، وهي أحد آخر العقبات التي تحول دون الضعف والجشع الفردي. من الناحية النظرية، سيساعد الاعتراف بالقيم العديدة للمناطق المحمية التابعة للشعوب الأصلية والمجتمعات المحلية في النضال الأوسع من أجل حقوق الإنسان وحقوق الشعوب الأصلية، وسيسهم في تعزيز مجتمعات أكثر إنصافًا واستدامة.